# Teresa Capilla i Pujol
Teresa Capilla i Pujol (nascuda a Vilassar de Mar) és una política catalana, diputada al Parlament de Catalunya en la VI Legislatura.

## Biografia
És tècnica superior en comptabilitat moderna, Estructural i Fiscal i diplomada en anàlisi de balanços i Previsió Financera. En 1972 començà a treballar en empreses del sector agrari i de 1989 a 1991 fou gerent del Patronat Municipal d'Escoles Bressol de l'Ajuntament de Vilassar de Mar.
El 1988 s'afilià a Unió Democràtica de Catalunya, de la que n'ha estat presidenta local de Vilassar de Mar de 1989 a 1999, consellera nacional en 1995 i presidenta comarcal del Maresme d'Unió de Dones en 1998. A les eleccions municipals espanyoles de 1991 fou escollida tinent d'alcalde de Vilassar de Mar i regidora d'Hisenda, Agricultura i Medi Ambient. És sòcia d'Òmnium Cultural, de Metges Sense Fronteres i del Museu de la Marina de Vilassar de Mar.
En 2002 va substituir en el seu escó Vicenç Villatoro i Lamolla, elegit diputat per CiU a les eleccions al Parlament de Catalunya de 1999. Ha estat membre de la Comissió d'Agricultura, Ramaderia i Pesca del Parlament de Catalunya.